# Aurivillialepas bocquetae
Aurivillialepas bocquetae is een rankpootkreeftensoort uit de familie van de Calanticidae. De wetenschappelijke naam van de soort is voor het eerst geldig gepubliceerd in 1980 door Newman.